# Rabih Azad-Ahmad
Rabih Azad-Ahmad (født 26. februar 1976 i Libanon) er jurist og lokalpolitiker (for Radikale Venstre) i Aarhus. Han er kulturrådmand og tidligere 1. viceborgmester i Aarhus Kommune.

## Opvækst
Rabih Azad-Ahmad har palæstinensisk-dansk baggrund, idet han blev født i flygtningelejren El-Buss i det sydlige Libanon i en søskendeflok på i alt syv, hvis forældre var fordrevne palæstinensiske flygtninge. Da Israel invaderede Libanon i 1982, mistede Rabih en 14-årig bror. Fire år senere blev hans ældste bror fængslet og tortureret, og en anden bror mistede livet. Derefter flygtede faren fra landet og havnede tilfældigvis i Danmark, og i 1989, da Rabih var 13 år, fulgte resten af familien med. Efter seks måneder på et asylcenter i Sønderjylland blev de henvist til en lejlighed i Gellerupparken, hvor Rabih boede de næste mange år af sit liv, indtil han i 2015 købte et hus i Tilst.
Rabih har fortalt i et avisinterview, at han havde store problemer med at lære dansk i starten og skiftede skole flere gange for at opnå fremskridt.
Efter et højskoleophold på Nørgaards Højskole tog han eksamen fra Langkær Gymnasium og begyndte at arbejde som pædagogmedhjælper i en børnehave i Gellerupparken. Han blev medstifter af og formand for den lokale "Multikulturel Forening", der arbejdede med integrationsspørgsmål i Aarhus, i 1998. Rabih har fortalt, at han oprindelig havde planlagt at læse medicin, men foreningsarbejdet satte ham i kontakt med mange flygtninge og indvandrere, der bad om hjælp til brevvekslingen med offentlige myndigheder. Det fik ham til at interessere sig for det juridiske, og i 1999 begyndte han på jurastudiet. Efter sin embedseksamen som cand. jur. i 2007 arbejdede han som nyuddannet i Gellerupparkens retshjælp og var siden i 2012 med til at starte firmaet Advokaterne Vest.
I 2009 blev Rabih Azad-Ahmad portrætteret på den arabiske TV-kanal Al-Jazeera med 40-60 mio. seere i en ½ times udsendelse om hans liv og meninger som led i en programrække, der handler om arabere, der udvandrede fra deres oprindelige hjemland til et andet land i verden, og her klarer sig godt.

## Politik
Interessen for integrationsspørgsmål og ikke mindst ønsket om, at folkeskolerne skulle have en bedre fordeling af børn med dansk og udenlandsk baggrund, førte ham ind i politik. Siden 2007 har han været medlem af Aarhus Byråd for de radikale. I perioden 2010-13, hvor han var det eneste radikale byrådsmedlem, var han 1. viceborgmester, og fra 2014 har han været rådmand for kultur og borgerservice.
Til arrangementet Palestinians in Europe i april 2019 udtalte Azad-Ahmad at "Retten til at vende tilbage handler om at vende hjem til alle byer, men også om at kunne flytte alle steder hen i det historiske Palæstina, ikke kun 1967-grænserne".
I kølvandet på Hamas' angreb på Israel i Oktober 2023, deltog Azad-Ahmad i en pro-palæstinensisk demonstration, hvor han blev interviewet af Jyllands-Posten. Da han blev spurgt om han vil fordømme angrebet, svarede han modstridigt på den radikale partilinje, da han ikke vil tage stilling til om det var et angreb.